# Fête des vins de Gaillac
 (juin 2023).
Si vous disposez d'ouvrages ou d'articles de référence ou si vous connaissez des sites web de qualité traitant du thème abordé ici, merci de compléter l'article en donnant les références utiles à sa vérifiabilité et en les liant à la section « Notes et références ».

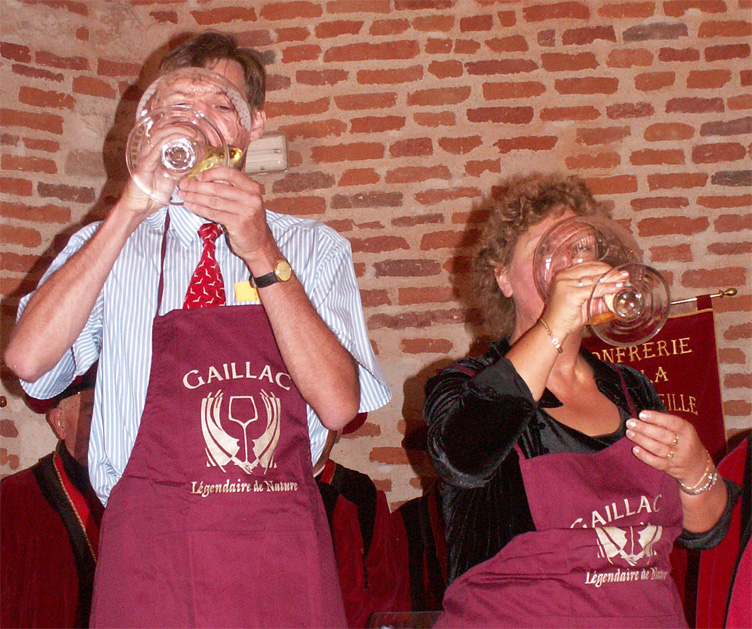
Épreuve du vin, lors de la cérémonie d'intronisation à l'Ordre de la Dive Bouteille de Gaillac

La fête des vins de Gaillac est une manifestation gérée par les vignerons de l'appellation gaillac.

## Déroulement

### Entrée
Au paiement de l'entrée, chaque visiteur se voit remettre un verre lui permettant de déguster les vins d'une soixantaine d'exposants. Ces derniers ne peuvent présenter que du vin de l'appellation gaillac : pas de vignerons d'autres régions, ni de l'IGP Côtes-du-tarn.
Elle débute le vendredi par un apéro-concert. Le samedi, elle est inaugurée officiellement par les élus locaux. Des animations ambulantes et un concert de cloture animent la journée.
Le dimanche débute par le défilé des membres de la confrérie de la Dive bouteille qui conduit à la messe des vignerons à l'abbaye Saint-Michel.

## Lieux
Elle se déroule à Gaillac dans le parc du château de Foucaud. Les allées ombragées du parc sont munies de petits chalets. Le visiteur peut déambuler et déguster les vins de viticulteurs de son choix.